# Лихтенеггер, Ватрослав
Ватрослав Лихтенеггер, Игнац Лихтенеггер (хорв. Vatroslav Lichtenegger, нем. Ignaz Lichtenegger; 1809, Польчане, ныне Словения — 15 апреля 1885, Загреб) — хорватский хоровой дирижёр и музыкальный педагог.
Окончил Пражскую консерваторию. Руководил в Загребе церковными хорами, с 1851 года преподавал в Хорватской музыкальной академии.
Известен, прежде всего, тем, что в 1861 г. записал (от своих хористов) песню «Наша прекрасная родина» (хорв. Lijepa naša domovino), сочинённую, как стало в дальнейшем известно, Иосипом Рунянином на стихи Антуна Михановича, и, обработав её для четырёх голосов, в 1864 г. опубликовал в «Сборнике различных четырёхголосных песен для мужского хора» (хорв. Sbirka različitih četveropjevah mužkoga zbora; том 2, вып. 9). Эта песня в дальнейшем стала гимном независимой Хорватии.
Среди учеников Лихтенеггера — пианист Юлиус Эпштейн и певица Ильма ди Мурска. Дочь Лихтенеггера стала знаменитой певицей, выступавшей под именем Матильда Маллингер.
Похоронен на Мирогойском кладбище в Загребе.